# Duportail
Duportail (auch Lolobau Island, Bassulasula, Namisoko, Namsoko) ist eine gering bewohnte Insel nördlich vor der Küste Neubritanniens im Bismarck-Archipel, die zu Papua-Neuguinea, Provinz West New Britain gehört und ein Gebiet von etwa 56 km² umfasst.
Ihren Namen erhielt die Insel nach dem französischen Seeoffizier Jacques-Malo La Motte du Portail, der im späten 18. Jahrhundert an den Südsee-Fahrten unter der Führung von Joseph Bruny d’Entrecasteaux teilnahm.
Vor ihrer südöstlichen Küste liegt ein kleines Eiland (Tiwongo Island, Close Island) mit einer Fläche von etwa 0,3 km². Zwei weitere Eilande befinden sich etwa 7 Kilometer westlich von ihr in der Bismarcksee. Sie heißen Muli Island und Banban Island.
Die Insel besitzt eine einzige Haupterhebung, die von einem Vulkankegel, dem Mount Lolobau (858 m), mit dem Hulu-Krater gebildet wird. Dieser Kegel hat sich aus einer Caldera erhoben und ist deshalb vom Typ ein Somma-Vulkan. Ein Rest dieser Caldera ist als kleiner See (Namor Lake) an der Südküste erhalten geblieben. Die letzte bekannte Eruption ereignete sich im Jahr 1912. Ein kleinerer Nebenkegel (Giwu Peak) liegt im Südostteil der Insel.
Die Flanken des Berges und der flache Küstenstreifen sind komplett bewaldet.